# 히타이트 중왕국
히타이트 중왕국도 남아있는 기록이 거의없는 기원전 15세기의 기간이다. 고왕국에서 신왕국으로 천이하는 기간으로 독립적인 위상이 많지 않았다. 이시기의 히타이트 역사에 대해서는 거의 알려져 있지 않다. 고왕국의 마지막 왕 텔레피누는 기원전 1500년경까지 다스렸다. 중간 왕국은 약 70년간 지속된 모호한 기간이었는데 기원전 1430년부터 투드 할리야 1세와 함께 적절한 신왕국이 등장까지였다.
중왕국의 왕들
- 알루왐나
- 타후르와일리
- 한틸리 2세
- 지단타 2세
- 후지야 2세
- 무와탈리 1세

| 전임 텔레피누 | 제8대 히타이트 중왕국 기원전 1500- 기원전 1430 | 후임 투드할리야 1세 |